# 飯田蛇笏
飯田蛇笏（1885年4月26日—1962年10月3日）日本俳人，本名飯田武治，別號山廬（さんろ）

## 簡歷
山梨縣東八代郡五成村（現笛吹市）大地主的長男。五成村從古代就盛行俳句，蛇笏在9歲的時候也開始學習。
舊制甲府中學（現山梨縣立甲府第一高等學校）畢業後，1905年進入早稻田大學英文科。參加早稻田吟社句會，與若山牧水等有相當深厚的交情。當時常投稿高濱虛子主編的杜鵑雜誌，自稱玄骨。
1909年虛子暫停俳句創作而醉心於小說，蛇笏也從早稻田大學中輟返鄉。直到虛子宣布重返俳壇，蛇笏才重新開始投稿杜鵑雜誌。
1914年開始擔任愛知縣幡豆郡家武町（現西尾市）的俳句雜誌《綺羅羅》編輯。1917年成為本雜誌的負責人以後，從《綺羅羅》改名為《雲母》。1925年將出版社移往甲府市。
1932年出版首本俳集《山廬集》，繼續進行在故鄉的俳句創作活動直到1962年去世，享年77歲。忌日的10月3日被稱為山廬忌。
雖生有五男，但次男病死、長男與三男戰死，由四男飯田龍太繼承家業與《雲母》雜誌。
1967年為了褒揚其功績，角川書店設立蛇笏賞，每年六月頒與優秀俳集。

## 評論
大多數的作品都是在山梨的鄉間創作。
遠離句友獨自寫作的風格，既孤高又重厚剛直。而兒子去世後風格則漸趨靜穩。

## 句集
- 《山廬集》
- 《靈芝》
- 《山響集》
- 《白嶽》
- 《穢土寂光》
- 《心像》
- 《春蘭》
- 《雪峽》
- 《家鄉の霧》
- 《椿花集》

等

## 関連文献
- 石原八束『飯田蛇笏』 角川書店、1997年。伝記 - 第12回俳人協会評論賞
- 丸山哲郎『飯田蛇笏秀句鑑賞』 富士見書房、2002年
- 福田甲子雄編 『飯田蛇笏　蝸牛俳句文庫』 蝸牛社、1996年
- 角川源義、福田甲子雄編 『飯田蛇笏　新訂俳句シリーズ・人と作品』 桜楓社、1980年